# Egy tündéri karácsony
Az Egy tündéri karácsony (eredeti cím: A Fairly Odd Christmas) 2012-es amerikai–kanadai filmvígjáték, amelyet Savage Steve Holland rendezett, a Tündéri keresztszülők élőszereplős filmtrilógiájának második darabja. A főszerepekben Drake Bell, Susanne Blakeslee, Daniella Monet, Daran Norris és David Lewis láthatók.
Amerikában 2012. november 29-én mutatta be a Nickelodeon. Magyarországon 2013. december 22-én mutatta be a Nickelodeon.

## Cselekmény
Timmy véletlenül balesetet okoz a Télapónak, ezért az öreg ajándék-osztogató amnéziás lesz és azt hiszi, hogy ő a húsvéti nyuszi. Most rózsaszín sapkás hősünknek, három tündérének, Tootie-nak és Crocker-nek rendbe kell tennie a karácsonyt, visszaállítani a Mikulás emlékezetét, levenni Timmy és Crocker nevét a rossz gyerek listáról és kiszállítani az ajándékokat a gyerekeknek. Nem egyszerű feladat ez, hőseink komoly kalandba kerültek az Északi-sarkon. Természetesen a manók is a főszereplőink segítségére lesznek.

## Szereplők
| Szereplő     | Eredeti hang           | Magyar hang     |
| ------------ | ---------------------- | --------------- |
| Cosmo        | Daran Norris           | Markovics Tamás |
| Wanda        | Susanne Blakeslee      | Náray Erika     |
| Csiribú      | Tara Strong            | Náray Erika     |
| Timmy Turner | Drake Bell             | Előd Botond     |
| Timmy apja   | Daran Norris           | Juhász György   |
| Timmy anyja  | Teryl Rothery          | Orosz Anna      |
| Vicky        | Devon Weigel           | Dögei Éva       |
| Tootie       | Daniella Monet         | Csuha Bori      |
| Dave         | Travis Turner          | N/A             |
| Elmer        | Tony Cox               | N/A             |
| Télapó       | Donavon Stinson        | N/A             |
| Jorgen       | Mark Gibbon            | Megyeri János   |
| Crocker      | David Lewis            | Fekete Zoltán   |
| Jill         | Dalila Bela            | N/A             |
| Katie        | Olivia Steele-Falconer | N/A             |

## Fogadtatás
Mint az előző film, a Nőj fel, Timmy Turner!, a Tündéri karácsony is népszerű film volt, 4,473 millióan nézték premier estéjén Amerikában. A siker hatására készült egy harmadik élőszereplős film is, Tündéri keresztszülők csodálatos nyaralása címmel, amely szintén populáris film volt. Magyarországon 2013. december 22-én jelent meg az Egy tündéri karácsony című film, itthon is a Nickelodeon adta le. A Nőj fel, Timmy Turner! sikerét azonban már nem tudta megismételni ez a film.

## Gyártás
Húsz nappal a Nőj fel, Timmy Turner!, bemutatása után a Nickelodeon és a film írója Butch Hartman elmondta, hogy dolgozik a második résszel. 2012. március 14-én, a Nickelodeon bejelentette a folytatást.
A filmet a kanadai Brit Columbiai Vancouverben forgatták 2012. március 23. és 2012. április 18. között. 2012. november 9-én a TV Guide hivatalosan bejelentette, hogy a film premierje november 30-án lesz. November 16-án azonban a Nickelodeon a november 29-re módosította.